# حزب العمل الديمقراطي الثوري
العمل الديمقراطي الثوري (بالإسبانية: Acción Democrática Revolucionaria)، كان حزبًا سياسيًا في بيرو، ونشط في الخمسينيات. كان رئيسه كارلوس جويجا.